# Иммиграция в Боливию
Боливию по сравнению со её соседями иммиграция затронула в меньшей степени. Тем не менее, небольшие группы немцев, испанцев, итальянцев, а также небольшая югославская (преимущественно хорватская) община и другие народности проживают в этой стране. Баски были одной из крупнейших испанских и европейских народностей, иммигрировавших в страну с конца XVI по начало XX века. Большинство из них были пастухами и работали на ранчо, в боливийской скотоводческой промышленности, однако самые влиятельные осуществляли контроль над рудниками (из-за чего в XVII веке произошла война викуний и басков).
Также как и в других латиноамериканские странах, в Боливии есть небольшая группа иммигрантов из Японии. Начиная с 1899 года в страну потянулся небольшой поток японцев, который продолжался до 1970-х годов. Небольшие японские общины были сформированы в департаменте Санта-Крус. Другие восточные азиаты (тайваньцы и китайцы, и ближневосточные ливанцы и сирийцы) создали свои общины в Боливии к концу 20 века. В течение 20 века в Боливии также сформировалась небольшая еврейская община, состоящая в основном из евреев-ашкеназов.

## Страна происхождения боливийских резидентов
Согласно 2001 Census 87 338 боливийских резидентов были рождены за пределами Боливии. Эти граждане представляют 1,06 % от всего населения страны.
| Место           | Страна        | 2001   | 1992   |
| --------------- | ------------- | ------ | ------ |
| 1               | Аргентина     | 27,094 | 17,829 |
| 2               | Бразилия      | 14,428 | 8,586  |
| 3               | Мексика       | 9,377  | 6,607  |
| 4               | Перу          | 8,824  | 5,805  |
| 5               | Испания       | 5,650  | 1,337  |
| 6               | Чили          | 4,163  | 3,909  |
| 7               | США           | 3,216  | 2,503  |
| 8               | Парагвай      | 3,201  | 955    |
| 9               | Канада        | 1,635  | 1,435  |
| 10              | Япония        | 1,387  | 1,159  |
| 11              | Германия      | 1,281  | 1,099  |
| 12              | Колумбия      | 1,244  | 529    |
| 13              | Белиз         | 939    | 806    |
| 14              | Италия        | 734    | 718    |
| 15              | Эквадор       | 652    | N/D    |
| 16              | Китай         | 533    | N/D    |
|                 | Другие страны | 7,180  | 6,530  |
| ВСЕГО           | ВСЕГО         | 91,538 | 59,807 |
| Источник: CEPAL |               |        |        |